# Diapheromeridae
Famille
Les Diapheromeridae sont une famille d'insectes de l'ordre des Phasmida (phasmes).
Les représentants de cette famille sont notamment caractérisés par des antennes longues et fines[réf. nécessaire].

## Liste des sous-familles et tribus
Selon  Species File (1er juillet 2021) :
- Diapheromerinae Kirby, 1904 (synonymes Bacteriinae Handlirsch, 1930, Bacterinae Handlirsch, 1930)
  - Diapheromerini Kirby, 1904
  - Ocnophilini Zompro, 2001
  - Oreophoetini Zompro, 2001
- Pachymorphinae Brunner von Wattenwyl, 1893 (synonyme Pachymorphae Brunner von Wattenwyl, 1893)
  - Gratidiini Cliquennois, 2005
  - Hemipachymorphini Günther, 1953
  - Pachymorphini Brunner von Wattenwyl, 1893
- Palophinae Kirby, 1896
  - Palophini Kirby, 1896

## Liste des genres
Selon ITIS (1er juillet 2021) :
- Diapheromera Gray, 1835
- Megaphasma Caudell, 1903
- Manomera Rehn and Hebard, 1907
- Pseudosermyle Caudell, 1903
- Sermyle Stål, 1875
- Parabacillus Caudell, 1903

Selon GBIF (1er juillet 2021) :
- Acacus Brunner von Wattenwyl, 1907
- Acanthoderus Gray, 1835
- Acanthophasma Chen & He, 2000
- Adelungella Brunner von Wattenwyl, 1907
- Alienobostra Zompro, 2001
- Anarchodes Redtenbacher, 1908
- Anasceles Redtenbacher, 1908
- Andeocalynda Hennemann & Conle, 2020
- Andropromachus Carl, 1913
- Asceles Redtenbacher, 1908
- Aschiphasmodes Karny, 1923
- Asteliaphasma Jewell & Brock, 2003
- Asystata Redtenbacher, 1908
- Austrosipyloidea Brock & Hasenpusch, 2007
- Bacteria Berthold, 1827
- Bactricia Kirby, 1896
- Bactrododema Stål, 1858
- Bostra Stål, 1875
- Brevinecroscia Seow-Choen, 2016
- Brockphasma Ho, Liu, Bresseel & Constant, 2014
- Burria Brunner von Wattenwyl, 1900
- Calvisia Stål, 1875
- Calynda Stål, 1875
- Candovia Stål, 1875
- Capuyanus Bresseel & Constant, 2017
- Caribbiopheromera Zompro, 2001
- Caudasceles Seow-Choen, 2017
- Centrophasma Redtenbacher, 1908
- Channia Seow-Choen, 2016
- Charmides Stål, 1875
- Cheniphasma Ho, 2012
- Clonaria Stål, 1875
- Clonistria Stål, 1875
- Cornicandovia Hasenpusch & Brock, 2007
- Dematobactron Karny, 1923
- Diacanthoidea Redtenbacher, 1908
- Diangelus Brunner von Wattenwyl, 1907
- Dianphasma Chen & He, 1997
- Diapheromera Gray, 1835
- Diardia Redtenbacher, 1908
- Diesbachia Redtenbacher, 1908
- Dubiophasma Zompro, 2001
- Dyme Stål, 1875
- Eurynecroscia Dohrn, 1910
- Exocnophila Zompro, 2001
- Galactea Redtenbacher, 1908
- Gargantuoidea Redtenbacher, 1908
- Gharianus Werner, 1908
- Globocalynda Zompro, 2001
- Globocrania Hennemann & Conle, 2011
- Gratidiinilobus Brock, 2005
- Hemipachymorpha Kirby, 1904
- Hemiplasta Redtenbacher, 1908
- Hemisosibia Redtenbacher, 1908
- Hennemannia Seow-Choen, 2016
- Huananphasma Ho, 2013
- Labanphasma Seow-Choen, 2016
- Laciniobethra Conle, Hennemann & Gutiérrez, 2011
- Laciphorus Redtenbacher, 1908
- Ladakhomorpha Hennemann & Conle, 1999
- Laevediacantha Seow-Choen, 2016
- Lamachodes Redtenbacher, 1908
- Leptynia Pantel, 1890
- Libethra Stål, 1875
- Libethroidea Hebard, 1919
- Linocerus Gray, 1835
- Litosermyle Hebard, 1919
- Lobolibethra Hennemann & Conle, 2007
- Lobonecroscia Brock & Seow-Choen, 2000
- Lopaphus Westwood, 1859
- Loxopsis Westwood, 1859
- Macellina Uvarov, 1940
- Macrocercius Seow-Choen, 2017
- Maculonecroscia Seow-Choen, 2016
- Malandella Sjöstedt, 1918
- Manomera Rehn & Hebard, 1907
- Maransis Karsch, 1898
- Marmessoidea Brunner von Wattenwyl, 1893
- Megaphasma Caudell, 1903
- Meionecroscia Redtenbacher, 1908
- Mesaner Redtenbacher, 1908
- Micadina Redtenbacher, 1908
- Micrarchus Carl, 1913
- Miniphasma Zompro, 2007
- Moritasgus Günther, 1935
- Nanolibethra Conle, Hennemann & Gutiérrez, 2011
- Necroscia Serville, 1838
- Neoasceles Seow-Choen, 2016
- Neoclides Uvarov, 1940
- Neohirasea Rehn, 1904
- Neonescicroa Seow-Choen, 2016
- Neooxyartes Ho, 2018
- Neoqiongphasma Ho, 2013
- Neososibia Chen & He, 2000
- Niveaphasma Jewell & Brock, 2003
- Notaspinius Seow-Choen, 2017
- Nuichua Bresseel & Constant, 2018
- Ocnophila Brunner von Wattenwyl, 1907
- Ocnophiloidea Zompro, 2001
- Oncotophasma Rehn, 1904
- Oreophoetes Rehn, 1904
- Oreophoetophasma Zompro, 2002
- Orthonecroscia Kirby, 1904
- Orthostheneboea Seow-Choen, 2016
- Orxines Stål, 1875
- Otraleus Günther, 1935
- Ovacephala Seow-Choen, 2016
- Oxyartes Stål, 1875
- Pachymorpha Gray, 1835
- Pachyscia Redtenbacher, 1908
- Paracalynda Zompro, 2001
- Paraclonistria Langlois & Lelong, 1998
- Paradiacantha Redtenbacher, 1908
- Paragongylopus H.e.Chen, 1997
- Paraloxopsis Günther, 1932
- Paramenexenus Redtenbacher, 1908
- Paranecroscia Redtenbacher, 1908
- Paraphanocles Zompro, 2001
- Paraprosceles Chen & He, 2004
- Parasinophasma Chen & He, 2006
- Parasipyloidea Redtenbacher, 1908
- Parasosibia Redtenbacher, 1908
- Parastheneboea Redtenbacher, 1908
- Parocnophila Zompro, 1998
- Paroxyartes Carl, 1913
- Phaenopharos Kirby, 1904
- Phamartes Bresseel & Constant, 2013
- Phanocles Stål, 1875
- Phanoclocrania Hennemann & Conle, 2011
- Phanocloidea Zompro, 2001
- Phantasca Redtenbacher, 1906
- Phthoa Karsch, 1898
- Pijnackeria Scali, 2009
- Planososibia Seow-Choen, 2016
- Platysosibia Redtenbacher, 1908
- Pomposa Redtenbacher, 1908
- Pseudobactricia Brock, 1999
- Pseudocentema Chen, He & Li, 2002
- Pseudoclonistria Langlois & Lelong, 2010
- Pseudodiacantha Redtenbacher, 1908
- Pseudoneoclides Seow-Choen, 2016
- Pseudoparamenexenus Ho, 2016
- Pseudopromachus Günther, 1929
- Pseudosermyle Caudell, 1903
- Pseudosipyloidea Ho, 2013
- Pseudososibia Ho, 2017
- Pterohirasea Bresseel & Constant, 2018
- Qiongphasma Chen, He & Li, 2002
- Rhabdoceratites Rehn & Hebard, 1912
- Rhamphosipyloidea Redtenbacher, 1908
- Sabahphasma Seow-Choen, 2016
- Sceptrophasma Brock & Seow-Choen, 2000
- Scionecra Karny, 1923
- Septopenna Seow-Choen, 2016
- Sermyle Stål, 1875
- Singaporoidea Seow-Choen, 2017
- Sinophasma Günther, 1940
- Sipyloidea Brunner von Wattenwyl, 1893
- Sosibia Stål, 1875
- Spinohirasea Zompro, 2002
- Spinopeplus Zompro, 2001
- Spinosipyloidea Hasenpusch & Brock, 2007
- Spinotectarchus Salmon, 1991
- Syringodes Redtenbacher, 1908
- Tagesoidea Redtenbacher, 1908
- Tectarchus Salmon, 1954
- Thrasyllus Stål, 1877
- Trachythorax Redtenbacher, 1908
- Trichopeplus
- Trychopeplus Shelford, 1909
- Varieganecroscia Seow-Choen, 2016
- Zangphasma Chen & He, 2008
- Zehntneria Brunner von Wattenwyl, 1907